# プロ野球 ファミスタ クライマックス
『プロ野球 ファミスタ クライマックス』（プロやきゅう ファミスタ クライマックス）は、バンダイナムコエンターテインメントより2017年4月20日に発売されたニンテンドー3DS用ゲームソフト。プロ野球ファミリースタジアムシリーズの30周年記念作品。
3DSにおけるファミスタシリーズでは、『プロ野球 ファミスタ リターンズ』（2015年発売）以来2年ぶり第3作。ニンテンドーDS時代から続けてカウントした場合は第6作目。

## 概要
プロ野球ファミリースタジアムシリーズの30周年記念作品として、日本野球機構（NPB）12球団の選手・監督・コーチ（2017年現在）を収録するほか、家庭用ファミスタシリーズでは初となる日本プロ野球名球会（GPC）OB選手や、プロ野球を題材としたゲームでは初となる日本女子プロ野球機構（JWBL）の選手が実名で登場。さらにNPB12球団のマスコットキャラクターを選手として使用できる。発売後には期間限定で野球日本代表「侍ジャパン」が無料配信された。
また、オリジナルチームとして、ファミスタシリーズおなじみの「ナムコスターズ」が今回も参加。所属選手の中に元中日ドラゴンズの投手・山本昌が参加。なお、登録名は『やまもも』となる。さらに、比較的新しいナムコゲームのキャラや、バンダイ及びNBGI・バンダイレーベルのゲーム作品に関するキャラからなる「バンダイナムコスターズ」・ナムコゲームの悪役やライバルキャラで構成される「ライバルーズ」・ファミスタクエストに登場する宇宙人のチームである「メタルズ」が登場。
今作は本塁打を放った際の演出が大幅にパワーアップしており、満塁本塁打を放った際にはボールが宇宙空間に達する演出となる。

## モード
いつものファミスタ
「いつもの」ファミスタルールで気軽に試合で遊べる。COM戦はもちろん、2人でローカル対戦も可能。更に、2017年プロ野球全143試合を戦うペナントレースモードも搭載。
ドリームペナント
選手を集めて、育てて、チームを作り上げるモード。今作では前作（ファミスタリターンズ）のようなターン移動制で試合を行い、選手の強化キャンプではすごろくのように移動する仕様となっている。なお、オンライン対戦やファミスタクエストで使用するチームはここで作る事となる。
ファミスタメーカー
「選手メーカー」と「球場メーカー」の2種類。
選手メーカー：容姿・フォームから特殊能力をカスタマイズし、オリジナル選手を作ることが可能。
球場メーカー：今作からの新モード。球場の広さや芝生、フェンスなどをカスタマイズし、オリジナルの球場を制作することができる。
ファミスタクエスト
日本列島を架空の敵「メタル星人」の支配から野球で救うモード。今作からはファミスタ64の「君の最強チーム」のようにミニゲームで選手を集める形式となっていて、救った選手はドリペナなどで使用可能。
オンライン対戦
今作もオンラインで対人プレイが可能。更に今作からは定期的に「テーマ」で2つに分かれて戦う「ファミスタどっちマッチ」というモードも搭載。

## システム
ここではピッチングシステムやバッティングシステムについて記述する。

### ピッチング
各投手ごと「球速」「スタミナ」「変化」「球威」「決め球」というステータスがあり、球速は速ければ速いほど打者へ速く球が到達。スタミナはその投手がいかに長く投げられるか。変化は変化量の大きさ。球威は球の重さである。
スタミナは投げれば投げるほど減少し、0に近づくと球速や変化量が下がる。
球威は大きければ大きいほど打たれても飛距離が出づらくなる。
変化球の基本はリターンズと変わらず、十字ボタン又はスライドパッドで好きなコースへ投げ込む。スライダー方向、シュート方向、下方向へ変化する。スライダー・シュート方向へは変化の値が大きければ大きいほど変化するようになる。下方向は値が大きければ大きいほどキレが増す。
決め球はその名の通りその投手の決め球の事。速球から変化球、さらには魔球も登場する。決め球はスタミナ消費量が通常の球より高いが、配球に加える事で非常に相手に有効な投球が出来るだろう。

### バッティング
各捕手・野手ごと、「ミート」「パワー」「走力」「バント」の値がある。
ミートは値が高いほどバットに当てた際ヒット性・ホームラン性の当たりになりやすい。
パワーは値が高いほど長打が出やすい。
走力は足の速さを指す。高ければ高いほどセーフティーバントや盗塁など、戦術も広がる。もちろんボテボテの当たりでも内野安打も狙える。
バントはバントの上手さを指す。高ければ高いほどバントの精度が高い。
今作でもバッティングは十字ボタン又はスライドパッドを使用して位置を調整し、タイミングに合わせて振る。下へ変化したボールやフォーク・カーブ・シンカーなど、落ちる球は振っても当たらない。下方向へ変化するボールは落ちる前に音が鳴るが、決め球は何の前触れも無く落ちる為、配球を読む事も重要である。

## チーム
- パシフィック・リーグ
  - 北海道日本ハムファイターズ
  - 福岡ソフトバンクホークス
  - 千葉ロッテマリーンズ
  - 埼玉西武ライオンズ
  - 東北楽天ゴールデンイーグルス
  - オリックス・バファローズ
- セントラル・リーグ
  - 広島東洋カープ
  - 読売ジャイアンツ
  - 横浜DeNAベイスターズ
  - 阪神タイガース
  - 東京ヤクルトスワローズ
  - 中日ドラゴンズ
- オリジナルチーム
  - ナムコスターズ
  - バンダイナムコスターズ
  - ライバルーズ
  - メタルズ
  - 日本プロ野球名球会
  - 日本女子プロ野球機構[注 1]
  - 野球日本代表（侍ジャパン）

## 収録選手
収録選手は発売後のアップデートで随時追加されている。
初期データ（NPB）
今作でもNPB12球団の主要選手の収録となる。初期データでは2016年のFA移籍までが実装されており、自由契約による移籍（一部）・新入団選手・新戦力・一部の若手選手・2017年にブレイクした選手などは収録されていない。
2017年最終アップデート時（NPB）
アップデートにより合計72人の2017年時現役選手が追加された。各球団6人ずつ増えている。なお、トレードによるシーズン途中移籍は反映されていない。
マスコット選手
今作では12球団のマスコットキャラクター（B・B、ハリーホーク、マーくん、レオ、クラッチ、B-BULL、スラィリー、ジャビット、スターマン、トラッキー、つば九郎、ドアラ）が選手として使用可能。マスコット選手は、野手・投手どちらでも使用可能のいわゆる二刀流仕様となっている。また、ドリームペナント・ファミスタクエストでもマイチームに加入させることができるが、1チームにつき1体のみとなる。
ナムコスターズ
ピノ、パック、ワルキューレなどが所属。
前述の通り山本昌はナムコスターズに「やまもも」として登場（早期購入特典）。また、アップデートでYouTubeの｢OBTV｣で開催されたファミスタ出場権争奪トーナメントで優勝した佐野慈紀（「佐野ピッカリ」名義）と、準優勝の門倉健（「ロング門倉」名義）がドリームペナント限定でナムコスターズに加入した。リターンズと同じメンバーに多少の新メンバーが加わったが、ススムなど一部のメンバーは他チーム（以下）へ移籍。なお、ナムコスターズは予約特典や早期購入特典で貰えるメンバーが多い。
「オーバキューン」の主人公の1人、リサとアップデート版で収録されたグレスラが初収録選手である。
バンダイナムコスターズ
どんちゃん、王子、クロノアなどが所属。
ナムコスターズとは違い、1990年代以降のナムコのゲームや、バンダイナムコエンターテインメントレーベルのゲームがチームの大半を占めている。（1990年代以前の選手はアップデートで追加された｢わあすた｣のみになっている）また、アップデートでアイドルマスターシリーズの島村卯月、春日未来、天道輝がドリ－ムペナント限定でバンダイナムコスターズに加入した。
アリサ、クマトモ、クレナ、タイクラ、タンク、釣りスピ、ドリスピ、ベルベット、宮本ひかり、レオンが今作で初めて収録された選手である。
ライバルーズ
ブリンキー、ドルアーガ、アンドアなどが所属。
基本的なメンバーはファミスタオンラインに登場する極アクダマーズと変わらないが、ワニワニやプーカァなど過去にナムコスターズに所属していた選手が所属している。また、「ファミスタクエスト」で条件を満たすといつものファミスタで使用可能となる。
バルバトス、キール、ギャルボス、ヴァジュラ、Dr.デビル、ジャンゴルモア、アップデート版で収録されたブラックベラボー、クボタ、ブラックもじくんが今作で初めて収録された選手である。
メタルズ
メタルクン、マーズマン、アダムスキーなどが所属。
前作ファミスタリターンズや、ファミスタ64では非プレイチームだったが、ライバルーズ同様「ファミスタクエスト」で条件を満たすと使えるようになる。
OB選手
今作では家庭用ファミスタシリーズに初めて日本プロ野球名球会に入っているOB選手が「名球会チーム」として使用可能となった。主に王貞治や長嶋茂雄、村田兆治など。
女子プロ野球選手
今作では日本女子プロ野球機構（JWBL）に所属するチームから選抜された女子プロ野球選手が連合チームという形で登場。女子プロ野球選手の登場は家庭用プロ野球ゲーム史上初となる。
日本代表
1.01アップデートで追加された「侍ジャパン」。収録選手は2017年の第4回WBCに出場した選手。ただし怪我で辞退した嶋基宏と大谷翔平も収録されているが、嶋の代わりに招集された炭谷銀仁朗と（ゲーム自体には収録されている）、MLB所属の青木宣親（ヒューストン・アストロズ）は収録されていない。
なお、1.04アップデートによってユニフォームは球団所属のものに変えられている。

## 球場
NPB12球団のフランチャイズ球場（全13球場）に加え、ゲームオリジナル球場（3球場）が使用可能。また、ゲームオリジナル球場については「裏球場」と呼ばれる、データ違いの球場が存在する。

### プロ球団球場
- セントラル・リーグ
  - MAZDA Zoom-Zoomスタジアム広島（広島東洋カープ本拠地）
  - 東京ドーム（読売ジャイアンツ本拠地）
  - 横浜スタジアム（横浜DeNAベイスターズ本拠地）
  - 明治神宮野球場（東京ヤクルトスワローズ本拠地）
  - 阪神甲子園球場（阪神タイガース本拠地）
  - ナゴヤドーム（中日ドラゴンズ本拠地）
- パシフィックリーグ
  - 札幌ドーム（北海道日本ハムファイターズ本拠地）
  - 福岡 ヤフオク!ドーム（福岡ソフトバンクホークス本拠地）
  - ZOZOマリンスタジアム（千葉ロッテマリーンズ本拠地）
  - メットライフドーム（埼玉西武ライオンズ本拠地）
  - koboパーク宮城（東北楽天ゴールデンイーグルス本拠地）

※2018年からの呼称は楽天生命パーク宮城。ゲーム内ではkoboパークが引き続き使われる。
- - 京セラドーム大阪（オリックス・バファローズ本拠地）
  - ほっともっとフィールド神戸（オリックス・バファローズ準本拠地）

### ゲームオリジナル球場
- かせんじき球場
  - その名の通り河川敷に作られた球場。フェンスまでの距離が非常に短く、乱打戦になりやすい特徴がある。
- ピッカリスタジアム
  - ナムコスターズ本拠地球場。初代ファミスタから登場しており、ファミスタ30周年と共にピッカリスタジアムも今年で30周年を迎える。
- がいこくパーク
  - まるでアメリカの球場のような球場。これまでの日本の球場とは裏腹に、フェンスの高さ・形状は、レフト側のフェンスが高く、右中間が極端に広い、左右非対称の天然芝球場。

## 評価
ファミ通クロスレビューでは9、8、9、9の35点でプラチナな殿堂入り。レビュアーは名球会選手や女子プロ野球チームや球団マスコットの登場、ファミスタ球場メーカーといった前作からの進化、遊び応えのあるドリームペナントやアップデートで選手が追加されること、気楽に遊べるファミスタクエストなどを30周年記念作としてふさわしいと賞賛した。